# Santa Fe (Granada)

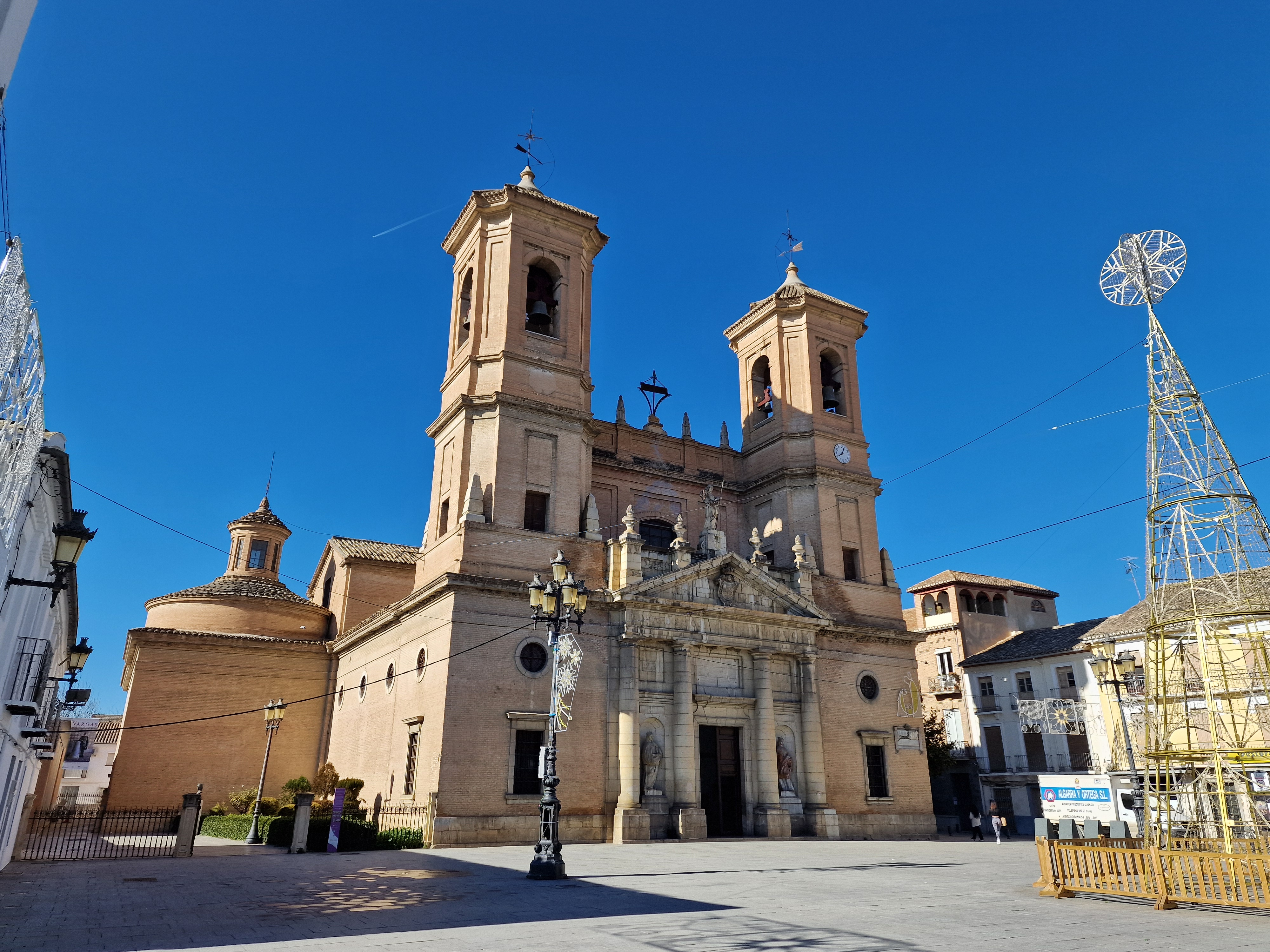
Iglesia de Nuestra Señora de la Encarnación

Santa Fe es una localidad y municipio español situado en la parte centro-oeste de la comarca de la Vega de Granada, en la provincia de Granada, comunidad autónoma de Andalucía. Limita con los municipios de Fuente Vaqueros, Pinos Puente, Atarfe, Granada —por los distritos Chana y Ronda—, Vegas del Genil, Las Gabias, Chimeneas y Chauchina. Otras localidades cercanas son Belicena, Bobadilla, Cijuela y Láchar. Cuenta con una población de 15 269 habitantes (INE 2024). Por su término discurre el río Genil.
El municipio santaferino es una de las treinta y cuatro entidades que componen el área metropolitana de Granada, y comprende los núcleos de población de Santa Fe —capital municipal y sede de un partido judicial propio—, El Jau y la mayor parte de Pedro Ruiz, situado entre el límite municipal de Santa Fe y Fuente Vaqueros.

## Símbolos

### Escudo

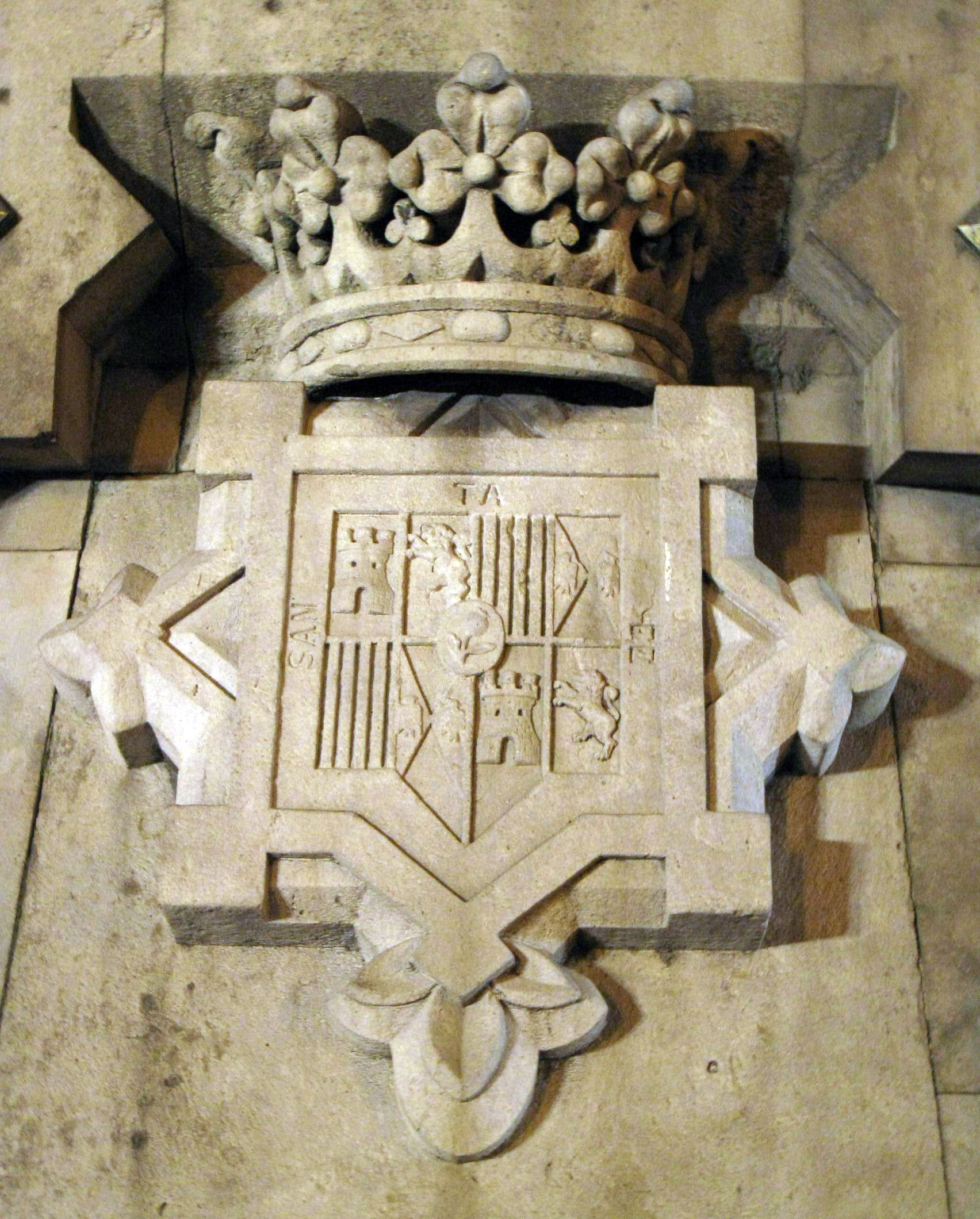
Escudo de Santa Fe en el Monumento a Colón de Barcelona

El blasón que viene usando el municipio tiene la siguiente descripción:

Cuartelado. Primero y cuarto, partidos: primero, de gules, un castillo de oro, mazonado de sable y aclarado de azur; segundo, de plata, león de púrpura. Segundo y tercero, partidos: primero, de oro, cuatro palos de gules; segundo, cuartelado en aspa: primero y cuarto, de oro, cuatro palos de gules; segundo y tercero, de plata, águila exployada de sable. En punta, de plata, las iniciales F e Y de sable. Sobre el todo, escusón de plata con una granada de sinople, rajada de gules. Bordura general de plata, con la leyenda "SANTA FE" en jefe y flancos, y un haz de flechas de cinco flechas en punta, todo de sable. Al timbre, corona real abierta.

### Bandera
La enseña que viene usando el municipio tiene la siguiente descripción:

Bandera rectangular de tres franjas horizontales, roja la superior, verde la inferior y blanca la central, del doble de anchura que las otras y con el escudo en su centro.

## Historia

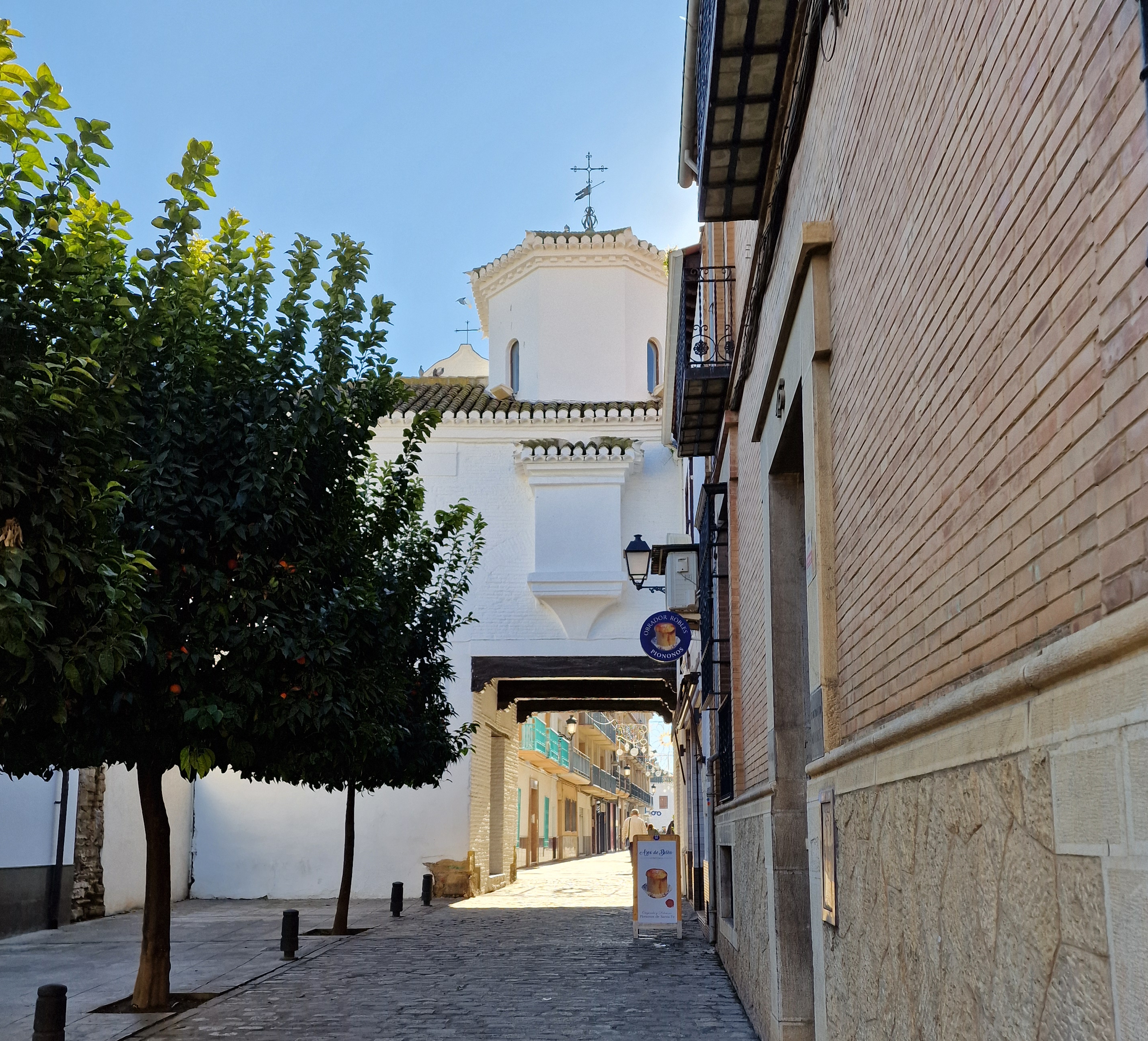
La Puerta de Jaén, uno de los cuatro arcos de Santa Fe

### Construcción del campamento y fundación
En sus inicios fue un campamento militar que ocupó una superficie de aproximadamente 48 hectáreas planeado por los Reyes Católicos para el asalto final a los nazaríes del Reino de Granada. A partir de 1490, en dos años, la ciudad envió un contingente de maestros constructores a la guerra, que se ocuparon de levantar la cuarta parte de la muralla de Santa Fe, una población levantada de nueva planta como base para las operaciones bélicas.
La ciudad está dispuesta basándose en el plano de Briviesca, en la provincia de Burgos. Esta ordenación urbana tendrá trascendencia en Hispanoamérica a posteriori, pues las nuevas fundaciones del Nuevo Mundo se planificaron imitando el orden en damero de Santa Fe.
La historia de Santa Fe corre pareja a la historia moderna española. Durante la Reconquista de Granada, los Reyes Católicos instalaron su campamento provisional en el lugar que ocupa la ciudad (1483). En 1491 decidieron poner fin a la Guerra de Granada y para ello erigieron el campamento en piedra y ladrillo, lo que constituyó un golpe de significativa importancia psicológica para los sitiados en la ciudad de la Alhambra. De esta forma, se edificó la ciudad campamento en sólo ochenta días, incluidas varias torres (destacando la Torre de Santiago, en la muralla este del recinto), muros y una fosa alrededor de toda ella, así como cuatro puertas que en la actualidad perduran, llamadas los cuatro arcos o puertas, cada uno de ellos con propio nombre.

### Las Capitulaciones de Santa Fe

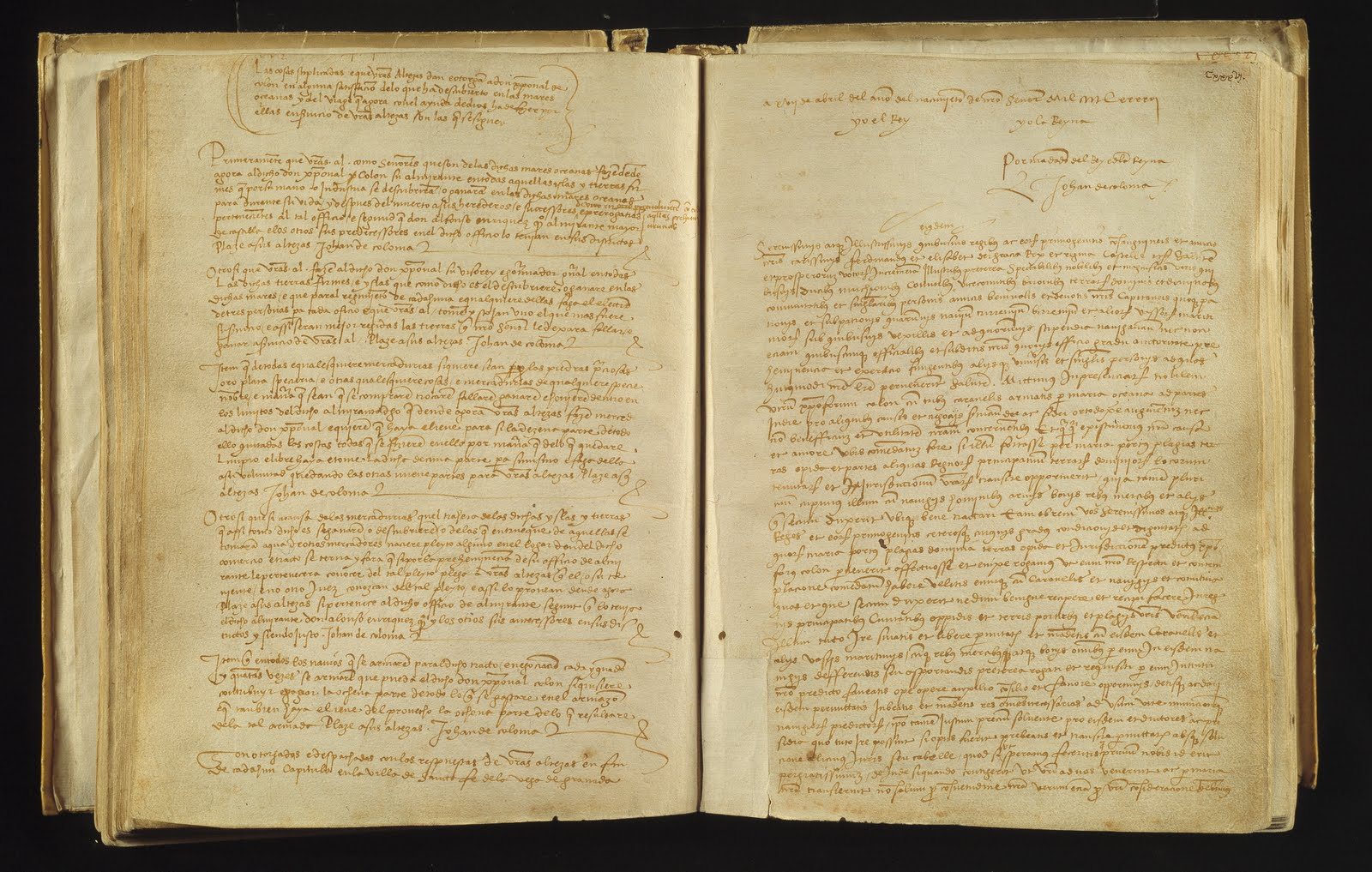
Capitulaciones de Santa Fe. Registro del Archivo de la Corona de Aragón

Suscritas el 17 de abril de 1492 entre Fernando de Aragón e Isabel de Castilla y el navegante genovés Cristóbal Colón en el campamento militar ubicado en Santa Fe, constituyen uno de los documentos de la serie de acuerdos y capitulaciones formalizadas por los monarcas hispanos en esta localidad entre los años 1491 y 1492, entre los que sobresalen los establecidos con el monarca nazarí Boabdil el Chico (Muhammad XI) para la entrega y capitulación de Granada (el 25 de noviembre de 1491) y el documento suscrito con Colón (el 17 de abril de 1492), considerado por algunos especialistas como el primer documento escrito de la Historia de América.

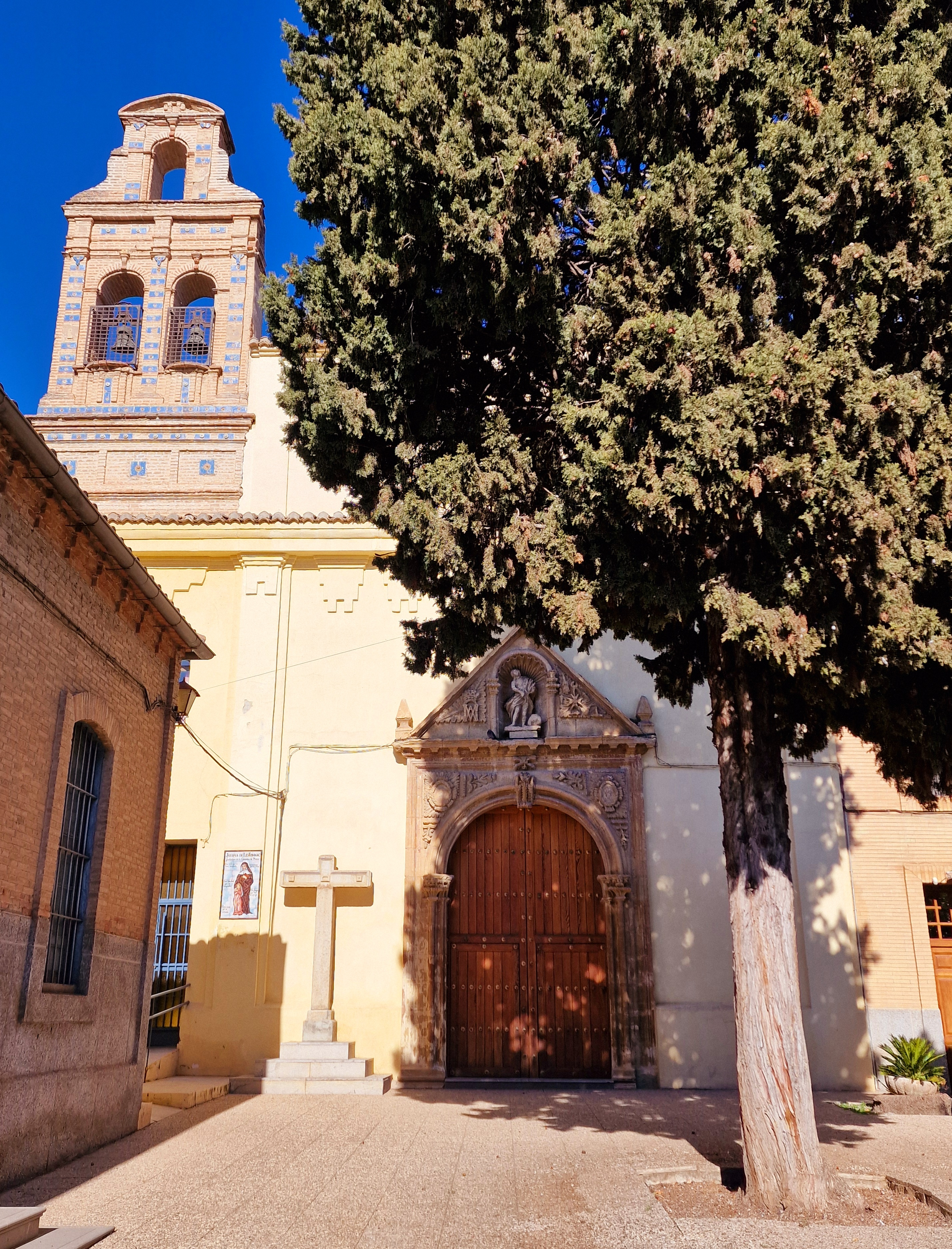
Antigua Iglesia de Los Agustinos

Las Capitulaciones de Santa Fe recogen los acuerdos entre los reyes y Cristóbal Colón relativos a la expedición a las Indias. Significaron un reparto anticipado entre ambas partes sobre las condiciones y los beneficios que reportaría la conquista de América. Así, en este documento se le otorgan al navegante genovés los títulos de almirante, virrey y gobernador general en todos los territorios que descubriera o ganase durante su vida, así como la décima parte de todos los beneficios obtenidos, nombrando como herederos a sus sucesores de forma vitalicia. También se le concedió un diezmo de todas las mercaderías que hallase, ganase y hubiese en los lugares conquistados. Están firmadas por el secretario de Fernando y hombre de confianza, Luis de Santángel.
En julio de 2009, el Comité Asesor Internacional del Programa “Memoria del Mundo” de la UNESCO, a propuesta del Ministerio de Cultura, acordó incluir las “Capitulaciones del Almirante don Cristóbal Colón” (1492) -conocidas popularmente como “Capitulaciones de Santa Fe”-, en este registro destinado a la preservación y difusión de los testimonios documentales de excepcional valor y relevancia del Patrimonio Documental Mundial. El célebre documento, de carácter contractual, es uno de los más trascendentales de la historia universal y se encuentra en el Archivo de la Corona de Aragón (libro 3569).

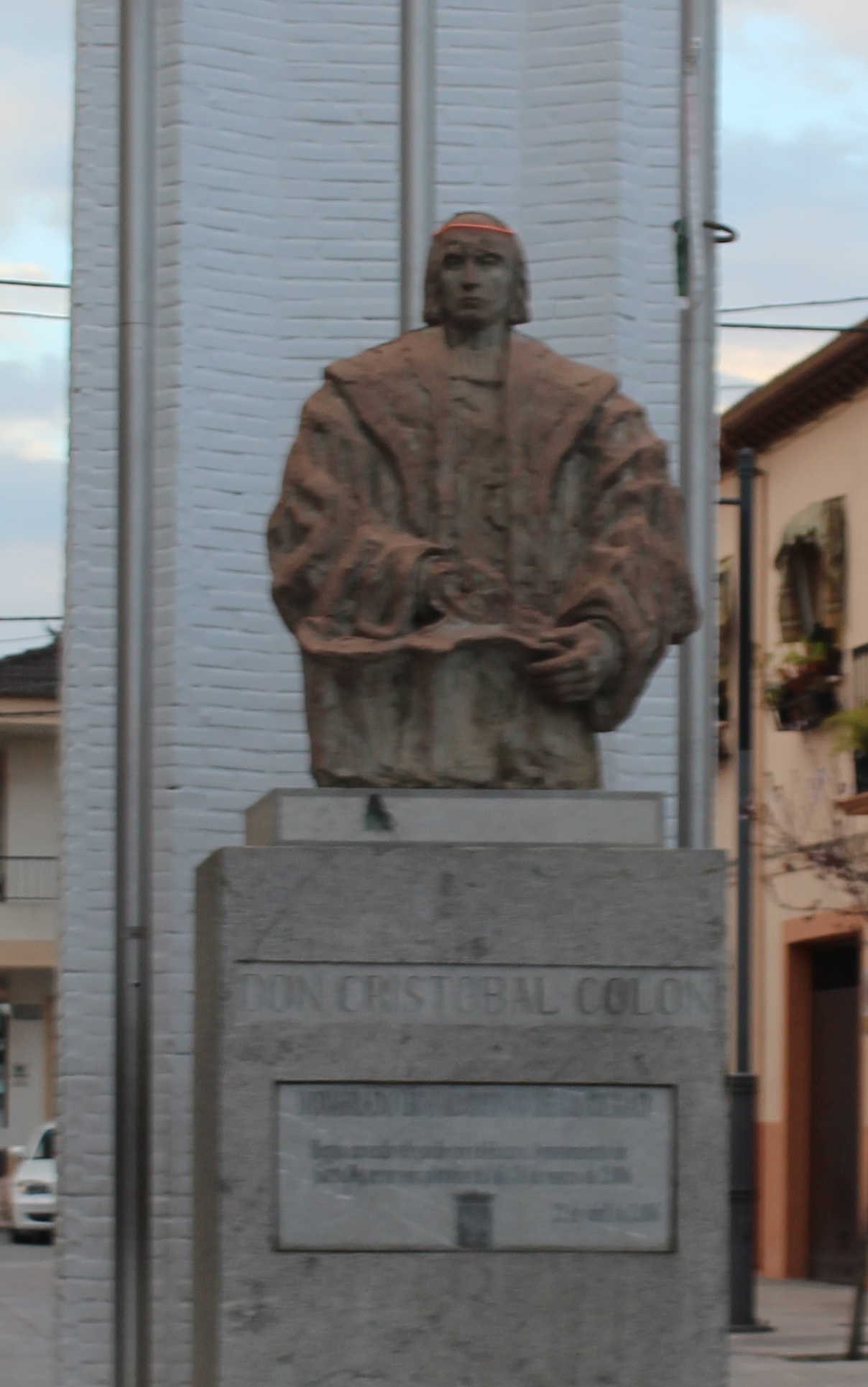
Estatua a Cristóbal Colón

### SigloXIX
A finales del siglo XIX, durante el auge de la industria azucarera se levantaron en la Vega de Granada hasta veinticinco azucareras. En el caso de Santa Fe, fueron la Azucarera del Genil o La Purísima y la Azucarera Nuestro Señor de la Salud (1890) para la obtención de azúcar a partir de remolacha azucarera. El presidente de Azucarera del Genil fue el senador almeriense José Casinello Núñez.

## Geografía

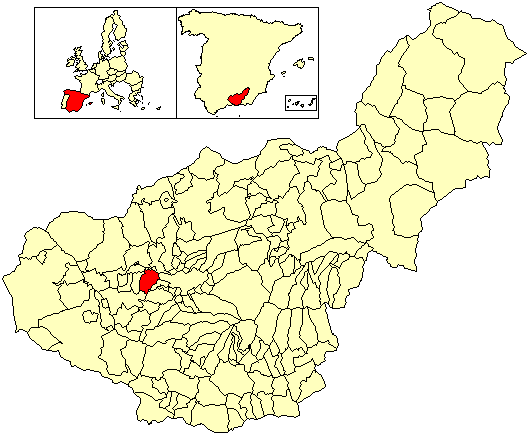
Extensión del municipio en la provincia de Granada

### Situación
Integrado en la comarca de la Vega de Granada, se encuentra situado a 12 kilómetros de la capital provincial, a 91 de Jaén, a 168 de Almería y a 288 de Murcia. El término municipal está atravesado por la autovía A-92, que conecta las ciudades de Málaga y Sevilla con Granada, Almería y Murcia; y la A-92G entre Santa Fe y Granada capital.
| Noroeste: Chauchina y Fuente Vaqueros | Norte: Fuente Vaqueros y Pinos Puente | Nordeste: Atarfe                |
| Oeste: Chauchina                      |                                       | Este: Granada y Vegas del Genil |
| Suroeste: Chimeneas                   | Sur: Chimeneas                        | Sureste: Las Gabias             |

### Relieve
El relieve del municipio está definido por la vega del río Genil, un terreno llano en pendiente descendiente hacia el río, con cerros dispersos. La altitud oscila entre los 800 metros al sur, cerca del cerro Gorrión, en el límite con Chimeneas y Las Gabias, y los 560 metros a orillas del río Genil. El caso urbano se alza a 579 metros sobre el nivel del mar.

### Clima

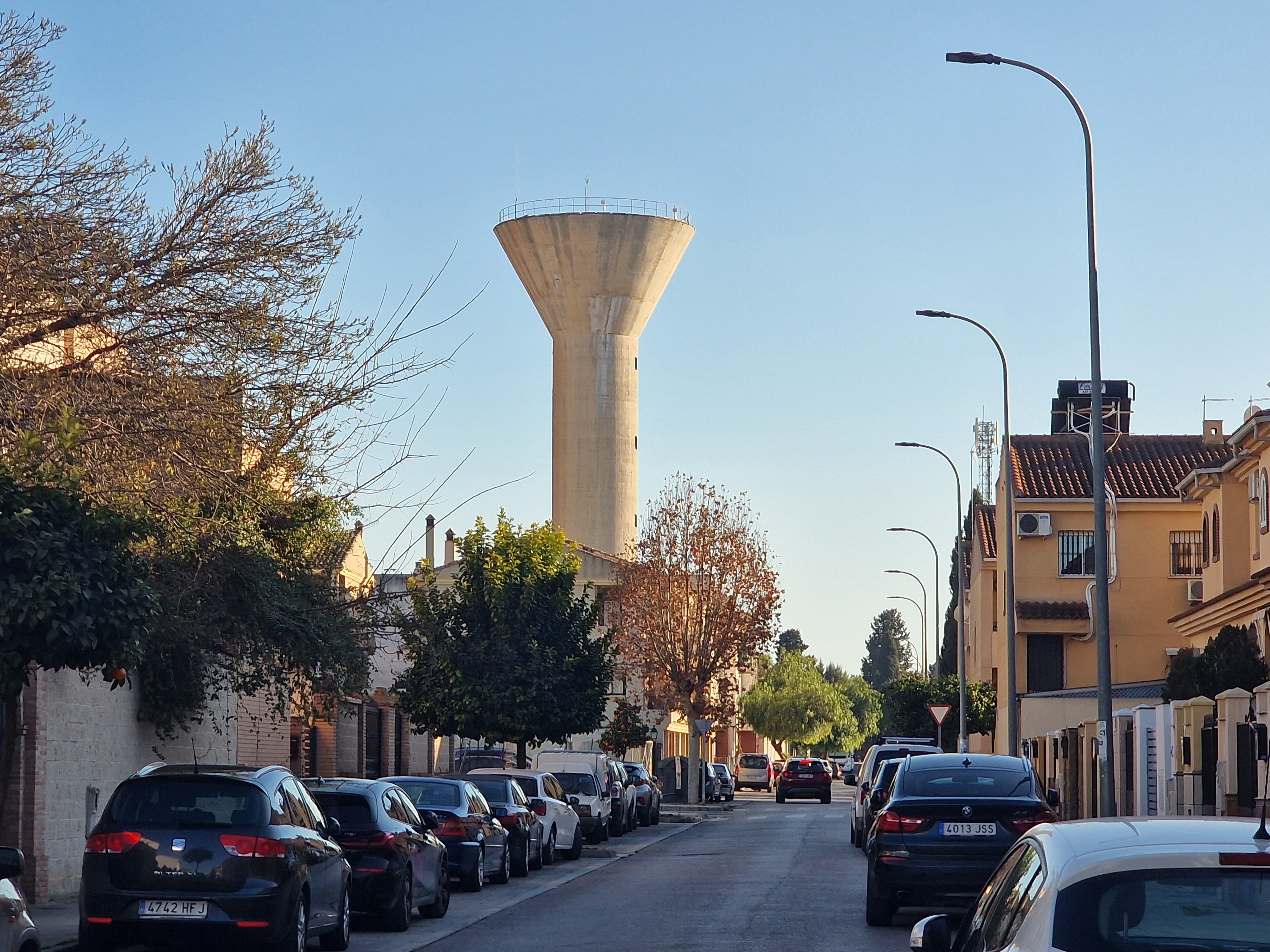
Torre del Agua o Depósito visto desde la calle Profesor Tierno Galván

El clima de Santa Fe es de tipo mediterráneo continentalizado: fresco en invierno, con abundantes heladas; y caluroso en verano, con máximas sobre los 35 °C. La oscilación térmica es grande durante todo el año, superando muchas veces los 20 °C en un día. Las lluvias, ausentes en verano, se concentran en el invierno y son escasas durante el resto del año.
| Parámetros climáticos promedio de Santa Fe            | Parámetros climáticos promedio de Santa Fe | Parámetros climáticos promedio de Santa Fe | Parámetros climáticos promedio de Santa Fe | Parámetros climáticos promedio de Santa Fe | Parámetros climáticos promedio de Santa Fe | Parámetros climáticos promedio de Santa Fe | Parámetros climáticos promedio de Santa Fe | Parámetros climáticos promedio de Santa Fe | Parámetros climáticos promedio de Santa Fe | Parámetros climáticos promedio de Santa Fe | Parámetros climáticos promedio de Santa Fe | Parámetros climáticos promedio de Santa Fe | Parámetros climáticos promedio de Santa Fe |
| Mes                                                   | Ene.                                       | Feb.                                       | Mar.                                       | Abr.                                       | May.                                       | Jun.                                       | Jul.                                       | Ago.                                       | Sep.                                       | Oct.                                       | Nov.                                       | Dic.                                       | Anual                                      |
| ----------------------------------------------------- | ------------------------------------------ | ------------------------------------------ | ------------------------------------------ | ------------------------------------------ | ------------------------------------------ | ------------------------------------------ | ------------------------------------------ | ------------------------------------------ | ------------------------------------------ | ------------------------------------------ | ------------------------------------------ | ------------------------------------------ | ------------------------------------------ |
| Temp. máx. media (°C)                                 | 13.0                                       | 15.3                                       | 18.6                                       | 20.1                                       | 24.6                                       | 30.0                                       | 34.4                                       | 33.9                                       | 29.4                                       | 22.7                                       | 17.2                                       | 13.5                                       | 22.7                                       |
| Temp. media (°C)                                      | 6.7                                        | 8.5                                        | 11.0                                       | 12.8                                       | 16.8                                       | 21.4                                       | 24.8                                       | 24.5                                       | 20.9                                       | 15.5                                       | 10.7                                       | 7.6                                        | 15.1                                       |
| Temp. mín. media (°C)                                 | 0.3                                        | 1.8                                        | 3.4                                        | 5.6                                        | 9.0                                        | 12.9                                       | 15.2                                       | 15.0                                       | 12.4                                       | 8.2                                        | 4.2                                        | 1.8                                        | 7.5                                        |
| Precipitación total (mm)                              | 41                                         | 38                                         | 30                                         | 38                                         | 28                                         | 17                                         | 4                                          | 3                                          | 16                                         | 42                                         | 48                                         | 53                                         | 357                                        |
| Fuente: Agencia Estatal de Meteorología, España (ed.) |                                            |                                            |                                            |                                            |                                            |                                            |                                            |                                            |                                            |                                            |                                            |                                            |                                            |

### Flora y fauna
Santa Fe cuenta con extensos campos, principalmente choperas, que dan cobijo a varias especies de aves y pequeños mamíferos. Si bien el principal entorno boscoso se corresponde con el parque periurbano Dehesa de Santa Fe, compuesto principalmente por pino carrasco y encina, y que alberga especies como el búho real, zorro, conejo o murciélago entre otras.

## Demografía

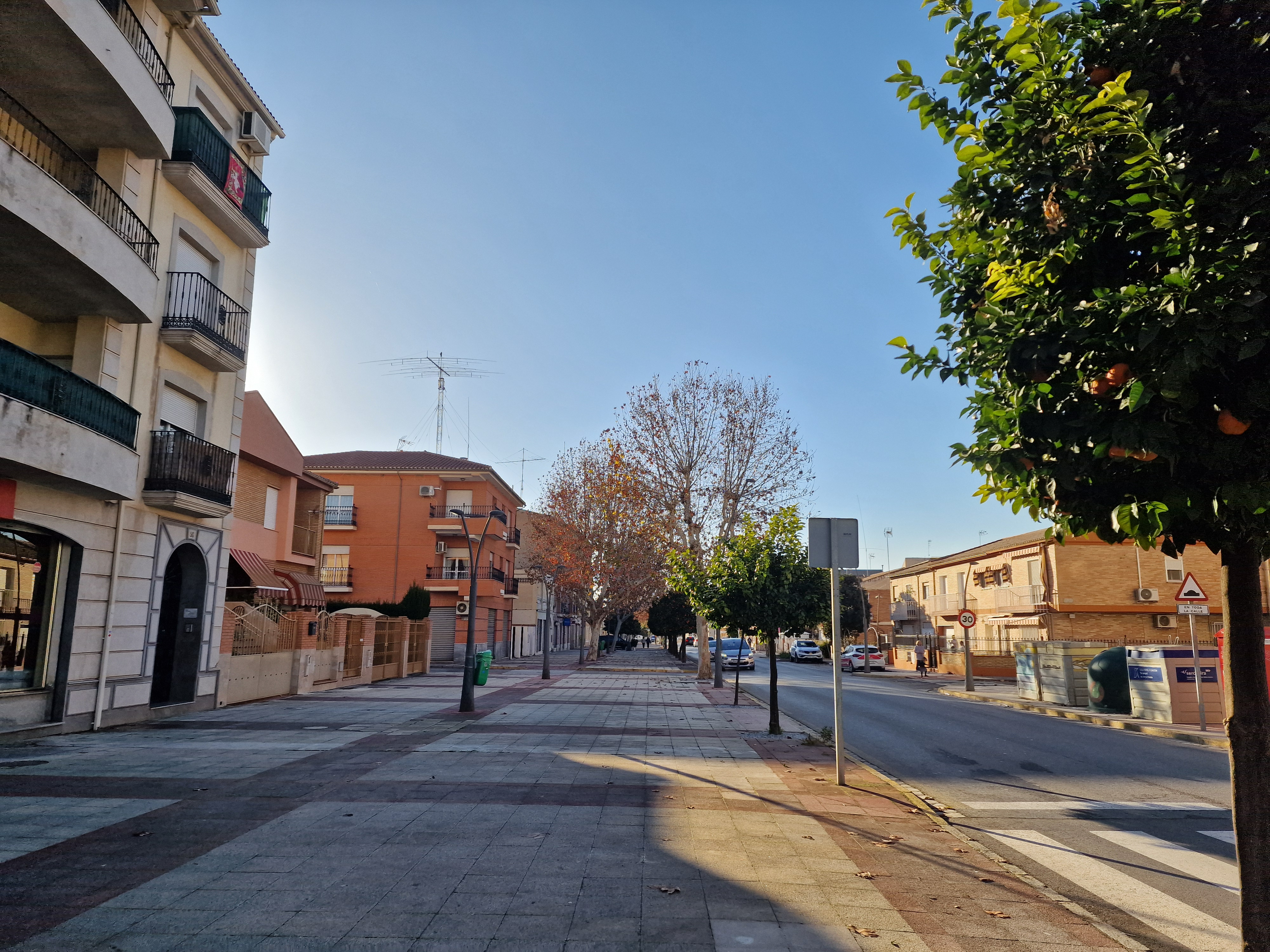
Avenida de la Hispanidad

Santa Fe cuenta con una población de 15 269 habitantes (INE 2024), que se distribuyen de la siguiente manera:
| Unidad poblacional | Hab.  |
| ------------------ | ----- |
| Santa Fe           | 13735 |
| El Jau             | 1098  |
| Pedro Ruiz         | 250   |
| diseminado         | 218   |
| TOTAL              | 15301 |

### Evolución de la población
| Gráfica de evolución demográfica de Santa Fe entre 1842 y 2021                                                      |
| |
| Población de derecho según los censos de población del INE Población de hecho según los censos de población del INE |

## Administración y política

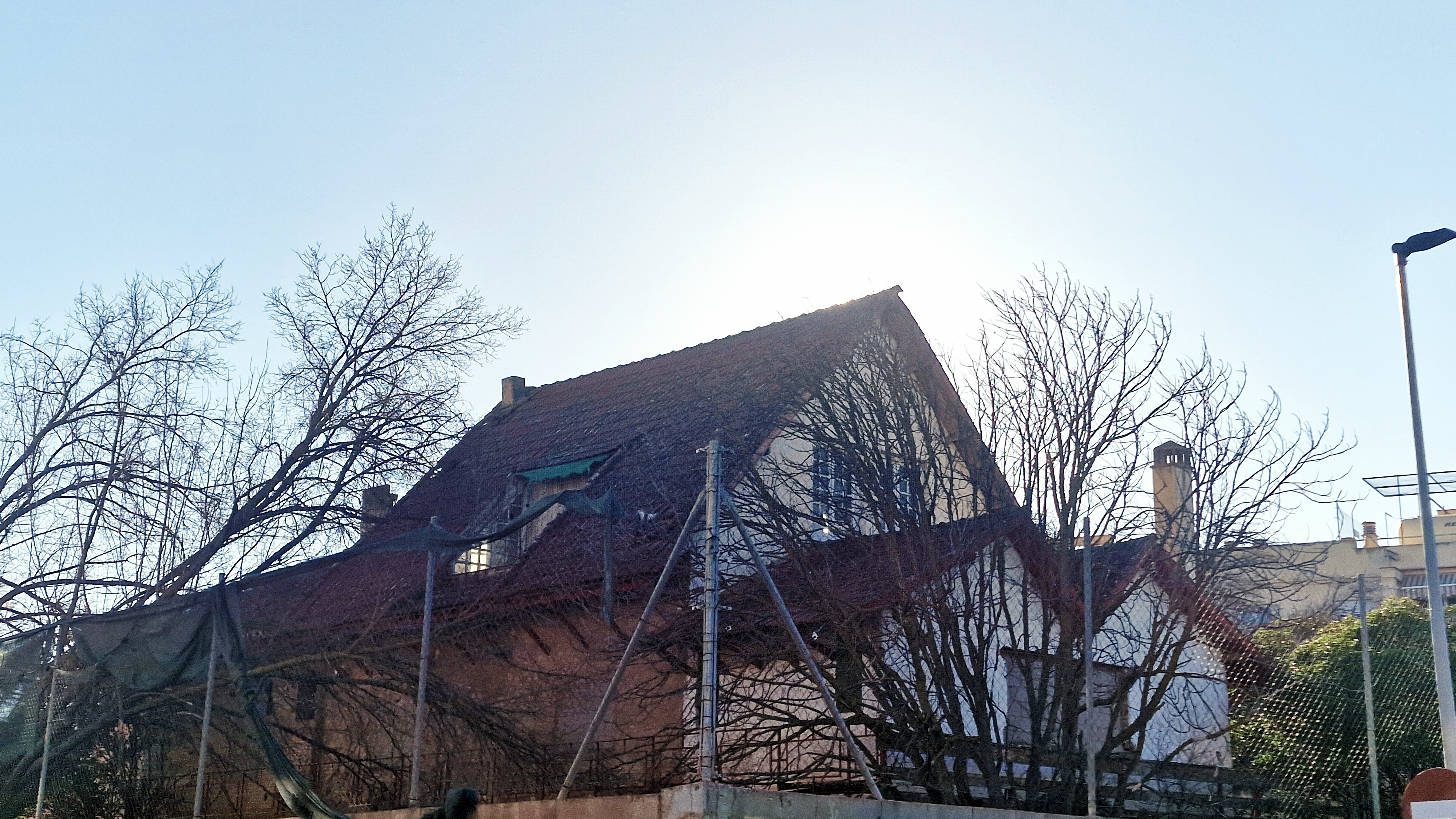
Vivienda situada en la calle José Saramago esquina con calle Luis Cernuda

La política municipal de Santa Fe ha estado dominada por el PSOE desde las primeras elecciones municipales democráticas, ganando casi todas las convocatorias y llegando a conseguir la mayoría absoluta desde el año 1979 al año 2003 y en el período 2007-2011. En los períodos 2003-2007 y 2011-2019 el PSOE se mantuvo en la alcaldía gracias a su condición de partido más votado y mediante acuerdos puntuales con el resto de fuerzas políticas.
Tras las elecciones municipales de 2023 el popular Juan Cobo obtuvo el bastón de mando para su partido tras cuarenta y cuatro años de gobierno ininterrumpido del Partido Socialista.

### Elecciones municipales de 2023
El Partido Popular se alzó con la victoria al obtener 8 de los 17 concejales, a uno de la mayoría absoluta. Por su parte Partido Socialista Obrero Español, Izquierda Unida Para la Gente y Vox se repartieron el resto de concejales obteniendo 7, 1 y 1 respectivamente.
| Candidatura     | Candidatura                       | Votos  | %                              | Concejales                     |
| --------------- | --------------------------------- | ------ | ------------------------------ | ------------------------------ |
|                 | Partido Popular                   | 3219   | 42.3                           | 8                              |
|                 | Partido Socialista Obrero Español | 2702   | 36.4                           | 7                              |
|                 | Vox                               | 760    | 10.2                           | 1                              |
|                 | Izquierda Unida Para la Gente     | 565    | 7.6                            | 1                              |
|                 | Podemos-Alianza Verde             | 94     | 1.3                            | 0                              |
| Votos en blanco | Votos en blanco                   | 77     | 1.0                            | -                              |
| Votos válidos   | Votos válidos                     | 7417   | 100                            | 17                             |
| Votos nulos     | Votos nulos                       | 175    | Participación \| \| 64.09 % \| | Participación \| \| 64.09 % \| |
| Votantes        | Votantes                          | 7592   | Participación \| \| 64.09 % \| | Participación \| \| 64.09 % \| |
| Electores       | Electores                         | 11 845 | Participación \| \| 64.09 % \| | Participación \| \| 64.09 % \| |
|                 | 64.09 %                           |        |                                |                                |

### Alcaldes
| Legislatura | Nombre                                                                                               | Grupo |
| ----------- | --- | ----- |
| 1979-1983   | Antonio Callejas Arenas                                                                              | PSOE  |
| 1983-1987   | Antonio Callejas Arenas                                                                              | PSOE  |
| 1987-1991   | Antonio Callejas Arenas                                                                              | PSOE  |
| 1991-1995   | José Rodríguez Tabasco                                                                               | PSOE  |
| 1995-1999   | José Rodríguez Tabasco                                                                               | PSOE  |
| 1999-2003   | José Rodríguez Tabasco                                                                               | PSOE  |
| 2003-2007   | Sergio Bueno Illescas                                                                                | PSOE  |
| 2007-2011   | Sergio Bueno Illescas                                                                                | PSOE  |
| 2011-2015   | Sergio Bueno Illescas (2011-2014) José María Aponte Maestre (2014-2015) Guzmán Morillas Muñoz (2015) | PSOE  |
| 2015-2019   | Manuel Alberto Gil Corral                                                                            | PSOE  |
| 2019-2023   | Manuel Alberto Gil Corral (2019-2023) Patricia Carrasco Flores (2023)                                | PSOE  |
| 2023-act.   | Juan Cobo Ortiz                                                                                      | PP    |

## Economía

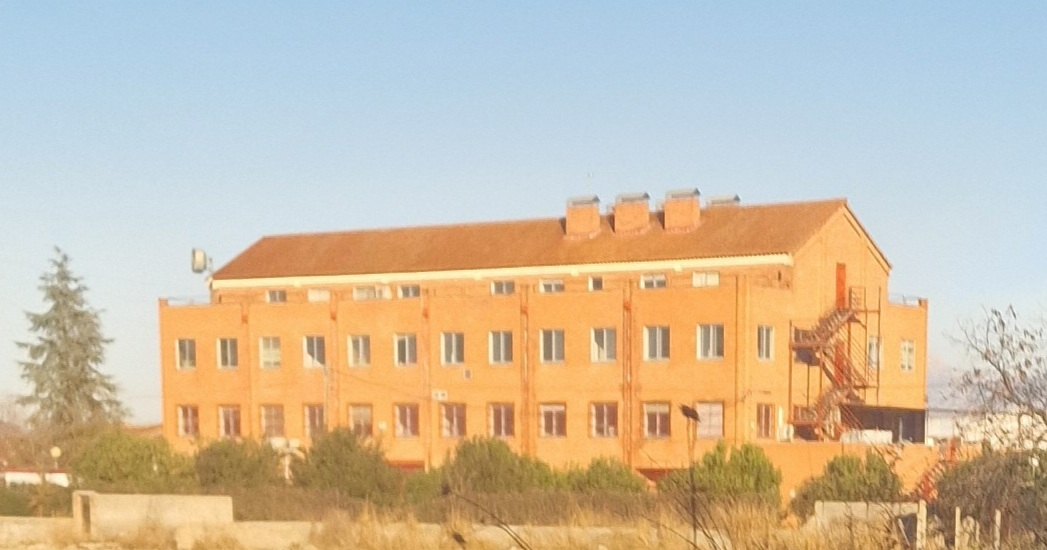
Laboratorio Central de Sanidad Animal (LCSA), situado en el Polígono Industrial 2 de Octubre

### Evolución de la deuda viva municipal
El concepto de deuda viva contempla sólo las deudas con cajas y bancos relativas a créditos financieros, valores de renta fija y préstamos o créditos transferidos a terceros, excluyéndose, por tanto, la deuda comercial. La deuda viva municipal por habitante en 2021 ascendía a 71,16€.
| Gráfica de evolución de la deuda viva del Ayuntamiento de Santa Fe entre 2008 y 2022                                  |
| |
| Deuda viva del Ayuntamiento de Santa Fe, en miles de euros, según datos del Ministerio de Hacienda y Función Pública. |

## Comunicaciones

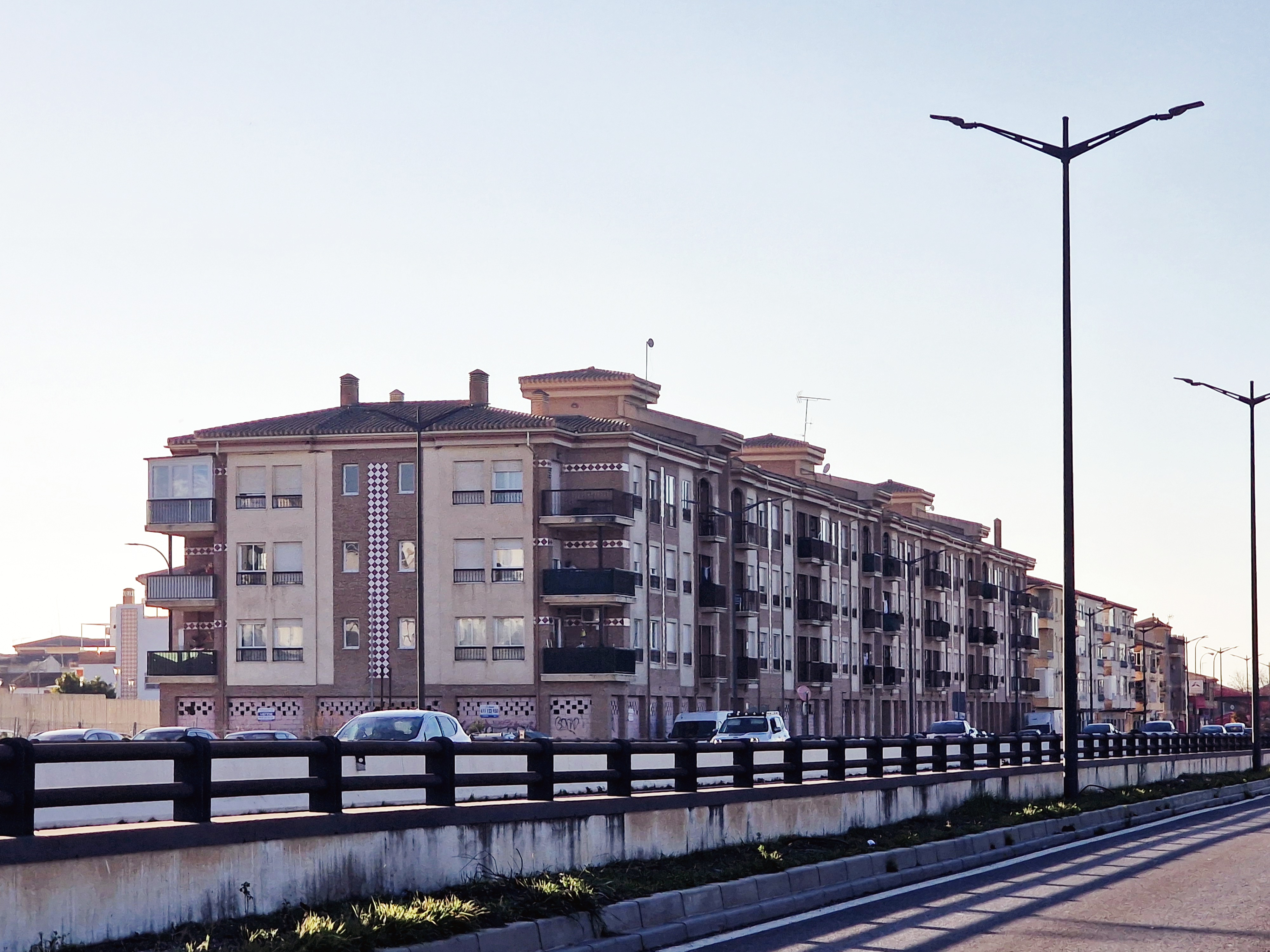
Edificios residenciales situados junto a la autovía A-92G

### Carreteras
Las principales vías de comunicación que transcurren por el municipio son:
| Identificador | Denominación                                 | Itinerario                              |
| ------------- | -------------------------------------------- | --------------------------------------- |
| A-92          | Autovía A-92                                 | Sevilla - Almería                       |
| A-92G         | De Santa Fe a Granada                        | El Jau - Granada                        |
| GR-43         | Acceso a Granada desde N-432                 | Pinos Puente - Granada                  |
| A-385         | De Villa de Otura a Santa Fe por La Malahá   | Villa de Otura - Santa Fe               |
| A-4075        | De A-92 al Aeropuerto                        | El Jau - Aeropuerto de Granada          |
| GR-3313       | De GR-3304 a Santa Fe                        | Purchil - Santa Fe                      |
| GR-3403       | De A-92 a El Jau                             | Santa Fe - El Jau                       |
| GR-3405       | De Fuente Vaqueros a A-92                    | Fuente Vaqueros - Torrehueca-Torreabeca |
| GR-3417       | De Maracena a Santa Fe por Albolote y Atarfe | Maracena - Santa Fe                     |

También cabe destacar que muy cerca pasa la Segunda Circunvalación de Granada, tramo de la A-44 puesto en servicio en diciembre de 2020.
Algunas distancias entre Santa Fe y otras ciudades:
| Ciudades | Distancia (km) |
| -------- | -------------- |
| Granada  | 12             |
| Jaén     | 91             |
| Almería  | 168            |
| Murcia   | 288            |

### Aeropuerto
Una parte del Aeropuerto Federico García Lorca de Granada-Jaén se encuentra en el municipio. Por la proximidad a las instalaciones aeroportuarias, Santa Fe —al igual que el resto de poblaciones cercanas— se ve afectado por pequeñas cuotas de contaminación acústica, provocada por el ruido de las aeronaves al sobrevolar el municipio en las maniobras de despegue y aterrizaje.

## Servicios públicos

### Sanidad
El municipio cuenta con un centro de salud con servicio de urgencias y dos consultorios médicos de atención primaria situados el primero en la calle La Paz, n.º 2, de Santa Fe; y los otros dos en la calle Pablo Picasso s/n, de El Jau y en la calle La Virgen s/n, de Pedro Ruiz, dependientes todos ellos del Distrito Sanitario Metropolitano de Granada. El área hospitalaria de referencia es el Hospital Ruiz de Alda de Granada capital.

### Educación

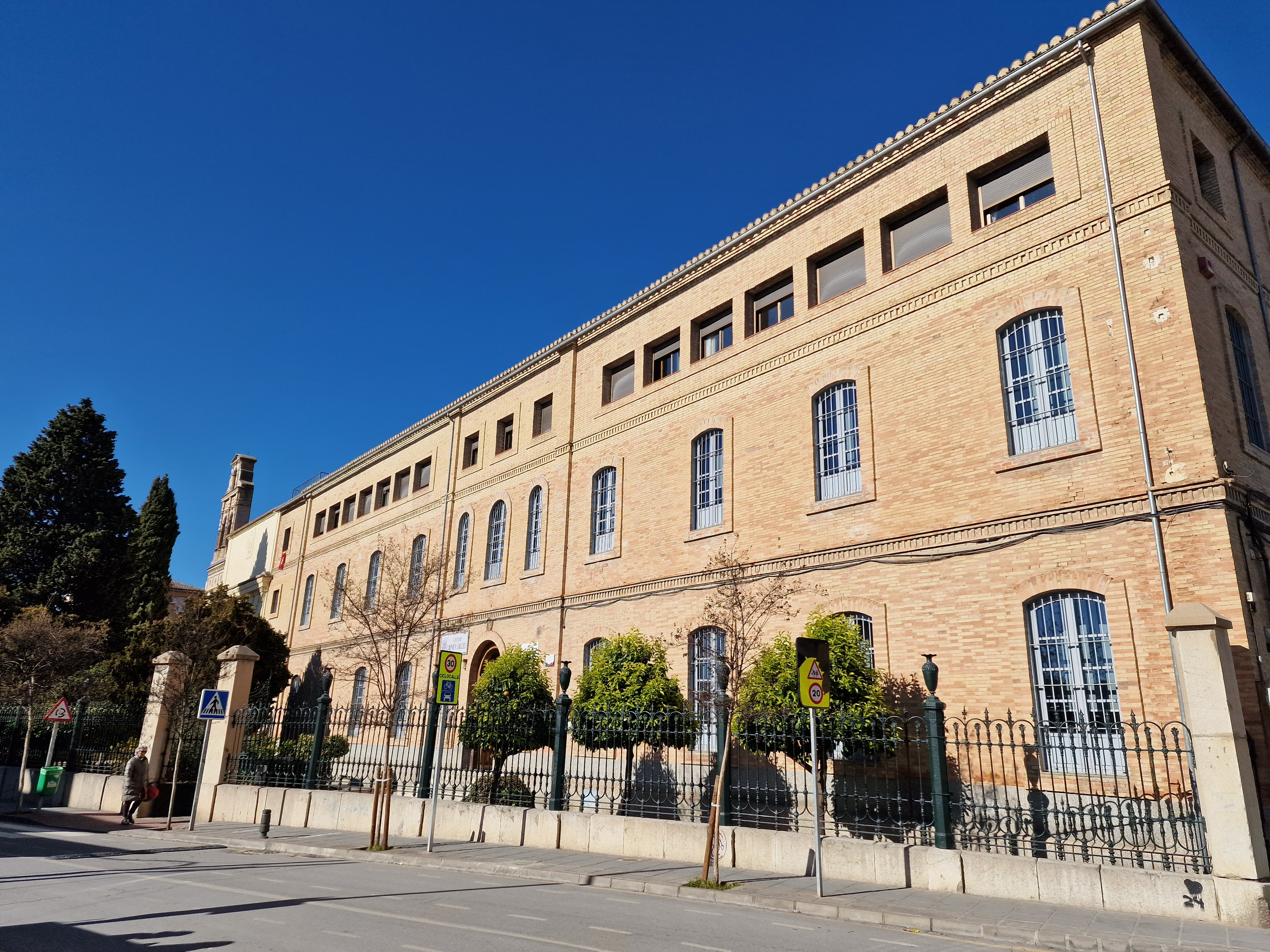
Colegio Carmen Sallés

Los centros educativos que hay en el municipio son:
| Denominación Genérica                                            | Nombre del Centro                               | Naturaleza | Dirección                                                          |
| ---------------------------------------------------------------- | ----------------------------------------------- | ---------- | ------------------------------------------------------------------ |
| Escuela Infantil                                                 | E.I. "Bernard Van Leer"                         | Público    | C/ Antonio de Nebrija, s/n                                         |
| Colegio de Educación Infantil y Primaria                         | C.E.I.P. "Capitulaciones"                       | Público    | C/ Pintor López Mezquita, 2                                        |
| Centro Docente Privado                                           | C.D.P. "Carmen Sallés"                          | Privado    | C/ Arrecife, 8                                                     |
| Centro de Educación Permanente                                   | C.E.PER. "Elena Martín Vivaldi"                 | Público    | C/ Santa Fe de Bogotá, s/n                                         |
| Escuela Infantil                                                 | E.I. "Fernando de los Ríos"                     | Público    | C/ Veintiocho de Febrero, 31                                       |
| Colegio Público Rural                                            | C.P.R. "Fuente de la Reina"                     | Público    | C/ Redonda, s/n (El Jau) C/ Alcalde Agustín Molino, 1 (Pedro Ruiz) |
| Instituto de Educación Secundaria                                | I.E.S. "Hispanidad"                             | Público    | C/ Celestino Mutis, 1                                              |
| Instituto de Educación Secundaria                                | I.E.S. "Jiménez de Quesada"                     | Público    | Cmo. de Santa Teresa, 1                                            |
| Centro Autorizado de Enseñanzas Artísticas Elementales de Música | C.A.E.A.E.M. "Juventudes Musicales de Santa Fe" | Privado    | C/ Celestino Mutis, 3                                              |
| Centro Docente Privado                                           | C.D.P. "La Purísima"                            | Privado    | C/ Calderón, 82                                                    |
| Colegio de Educación Infantil y Primaria                         | C.E.I.P. "Reyes Católicos"                      | Público    | C/ Celestino Mutis, s/n                                            |

## Cultura

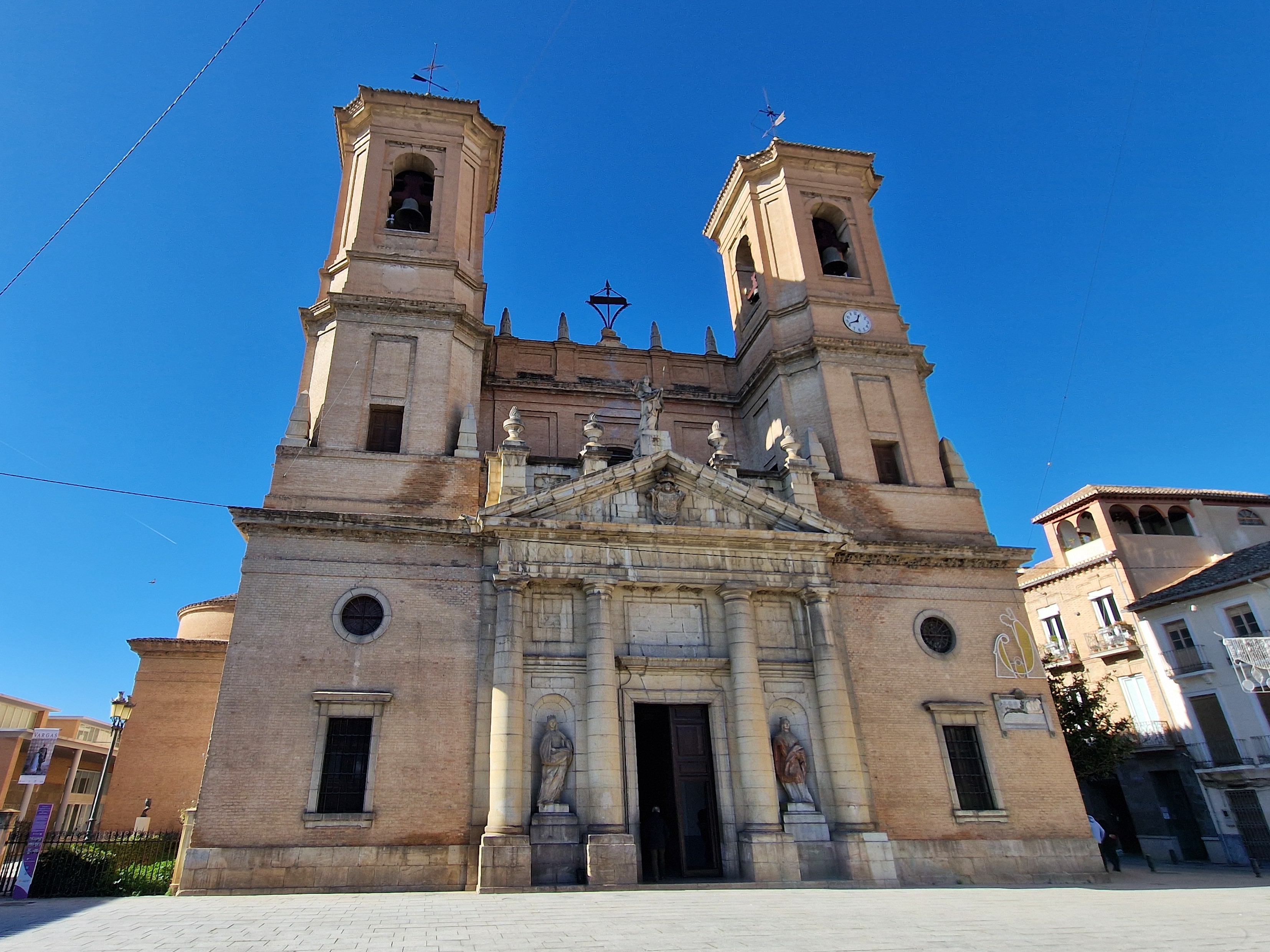
Iglesia de Nuestra Señora de la Encarnación

### Iglesia de Nuestra Señora de la Encarnación
La iglesia de Nuestra Señora de la Encarnación, de estilo neoclásico, fue erigida en el siglo XVIII; se comenzó el 10 de febrero de 1774, donde antes se levantaba un pequeño templo que los Reyes Católicos habían construido y que fue derribado por un terremoto. El plano de la construcción lo realizó Ventura Rodríguez, aunque la obra fue encargada al arquitecto de la Real Academia de San Fernando, Domingo Loys de Monteagudo. Después de nueve años se finalizó la obra. Actualmente en la cornisa superior de la fachada de la iglesia se encuentra la cabeza, en piedra, del moro Tarfe recordando la leyenda del triunfo del Ave María, además de una placa de piedra recordando la firma de las Capitulaciones de Santa Fe la cual reza lo siguiente:

«En esta Ciudad se firmaron el 17 de abril de 1492 las Capitulaciones para el descubrimiento de América. El pueblo de Santa Fe para conmemorar aquel glorioso día mandó esculpir esta lápida que fue descubierta el 12 de octubre de 1924: fiesta de la Raza.»

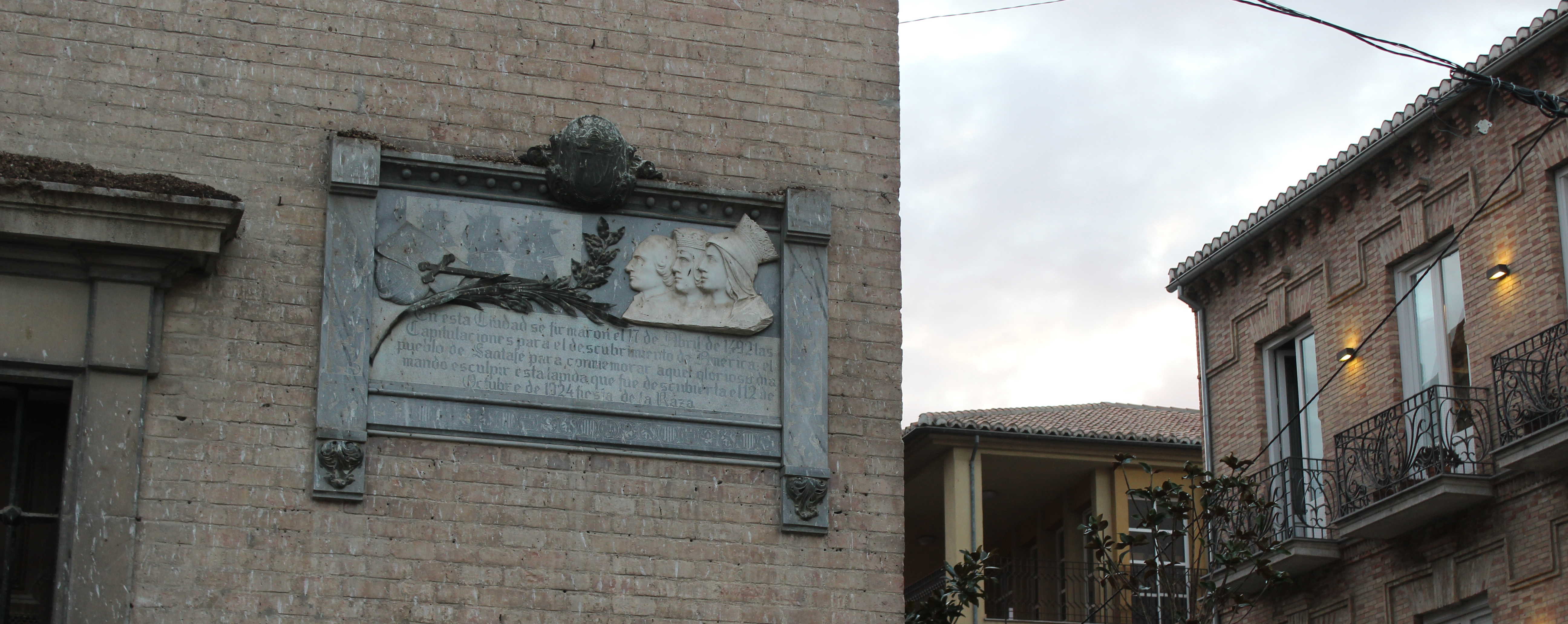
Placa de piedra conmemorativa de la firma de las Capitulaciones de Santa Fe

Además la iglesia de la Encarnación cuenta con varios detalles que hacen alusión al período fundacional de la ciudad como por ejemplo las dos estatuas que representan a los Reyes Católicos, Fernando e Isabel, que guardan la portada principal de la iglesia o la cabeza del moro Tarfe en recuerdo de la batalla entre este y Garcilaso de la Vega, que ganó este último en el campo de Santa Fe en la última fase de la Guerra de Granada.
En el interior cabe destacar cuatro camarines donde se encuentran cuatro imágenes de izquierda a derecha:
- San Agustín, patrón de la ciudad que procesiona el 28 de agosto en su onomástica.
- Nuestro Padre Jesús Nazareno, perteneciente a la hermandad homónima, popularmente conocida como "Los Gitanos", que procesiona el Martes Santo.
- Nuestro Padre Jesús atado a la Columna, perteneciente a la hermandad homónima que procesiona el Sábado de Pasión.
- Nuestra Señora del Rosario de Fátima

### Las puertas

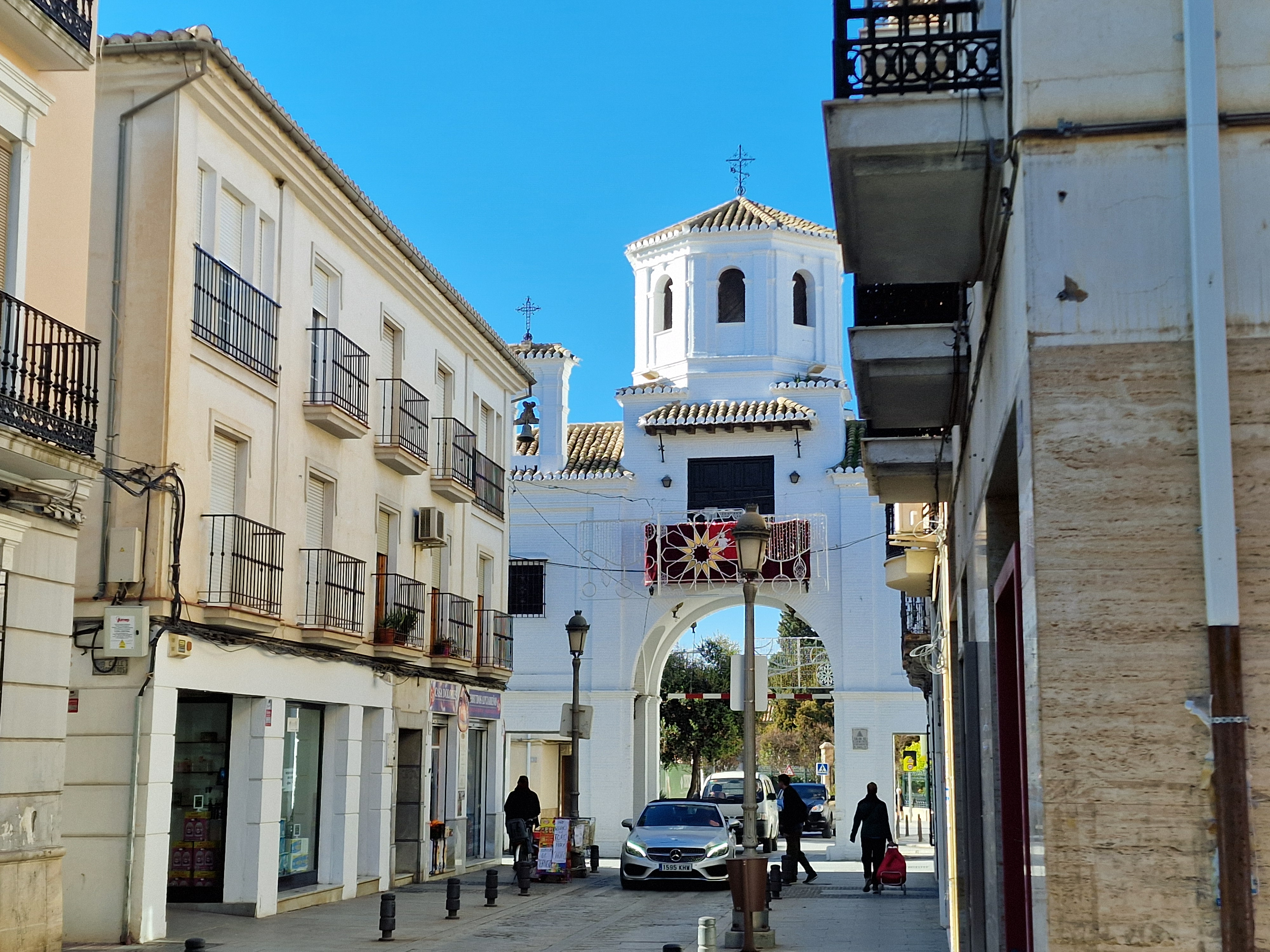
La Puerta de Loja, situada en la calle Real

El campamento estaba rodeado de una muralla abierta en cuatro puertas de las que se conservan tres: la de Jaén, la de Granada y la de Sevilla, habiendo desaparecido la de Jerez, reconstruida en 1950 y hoy llamada puerta de Loja. Las tres puertas que se mantienen se restauraron en el siglo XVIII añadiéndoseles capillas que albergan imágenes de estilo barroco. La puerta de Jaén, situada al norte, alberga una imagen de la Virgen de Belén; al sur se encuentra la puerta de Sevilla con una imagen de la Virgen de los Dolores; la puerta de Granada, al este de la ciudad, cuenta con una imagen de la Virgen del Rosario y en la puerta de Loja podemos ver una imagen dedicada a la Virgen del Carmen. En esta última figura una placa con la siguiente inscripción:

Rex Ferdinandus, Regina Elisabet, urben quan cemis, mínima constituere die adversus fides erecta est, ut conterat ostes. Hit censet dice, nomine Santa Fides.

«El Rey Fernando y la Reina Isabel, esta Ciudad que ves, en muy pocos días levantaron. Erigiese para destruir los enemigos contrarios a la Fe, por eso creen que se le debe llamar Santa Fe.»

### Ermita del Cristo de la Salud

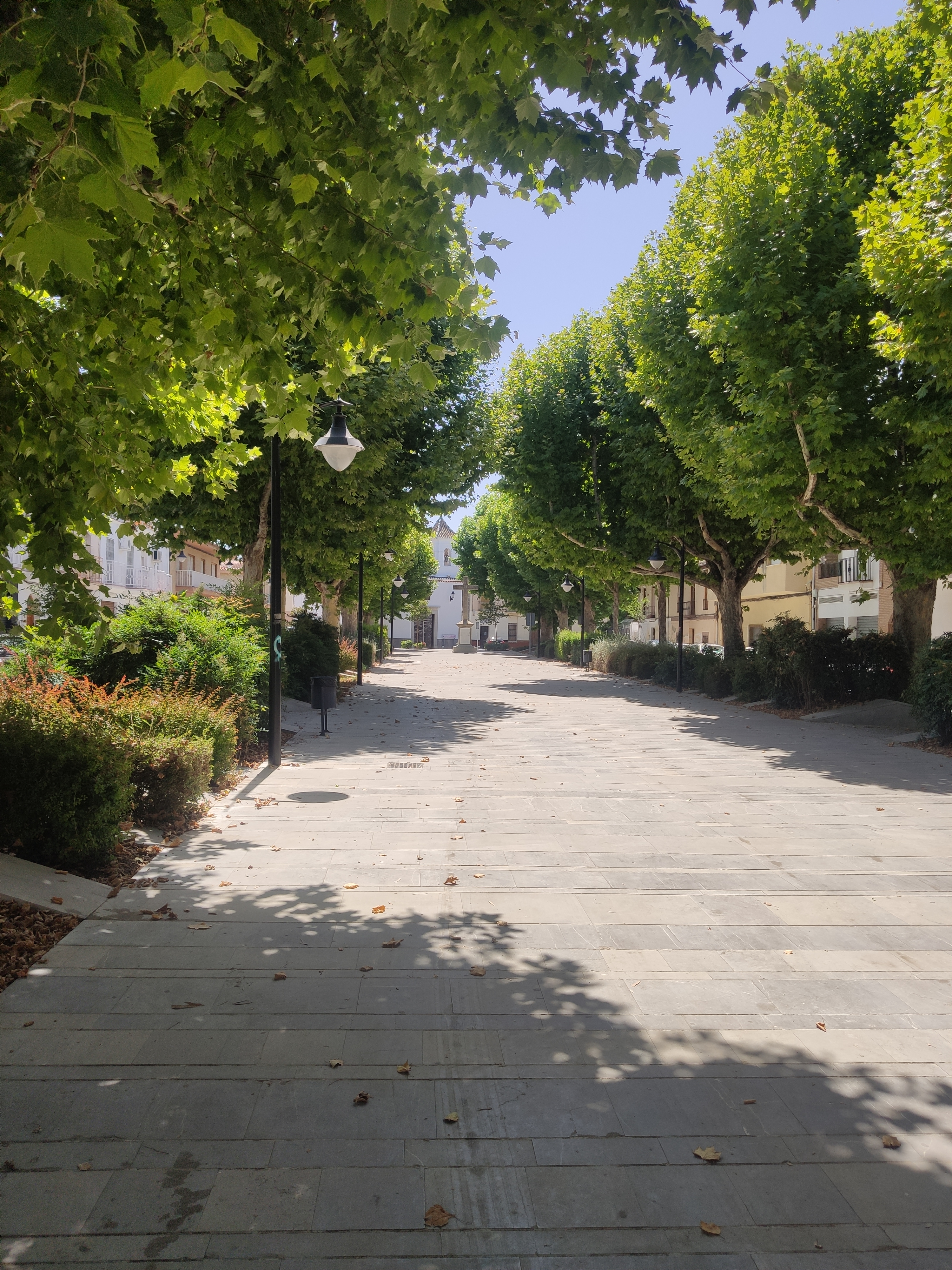
Paseo del Cristo de la Salud, con la ermita de los Gallegos al fondo

En 1498 los gallegos, que en gran número habían participado en la Guerra de Granada, construyeron una ermita a la que llamaron ermita de los gallegos, la cual posee un camarín rococó y en la que se encuentra el Cristo de la Salud, atribuido a Pablo de Rojas (siglo XVI).
Actualmente la hermandad del Santísimo Cristo de la Salud sale en procesión durante la Cuaresma, en concreto el tercer fin de semana de Cuaresma al Viernes de Dolores para realizar el traslado desde la ermita a la iglesia de Nuestra Señora de la Encarnación, se realiza un septenario en ésta y se vuelve a procesionar la imagen al acabar los siete días del septenario para trasladarla de nuevo a su ermita. También se realiza un Vía Crucis en el paseo del Señor de la Salud el mismo Viernes de Dolores.

### Casa consistorial

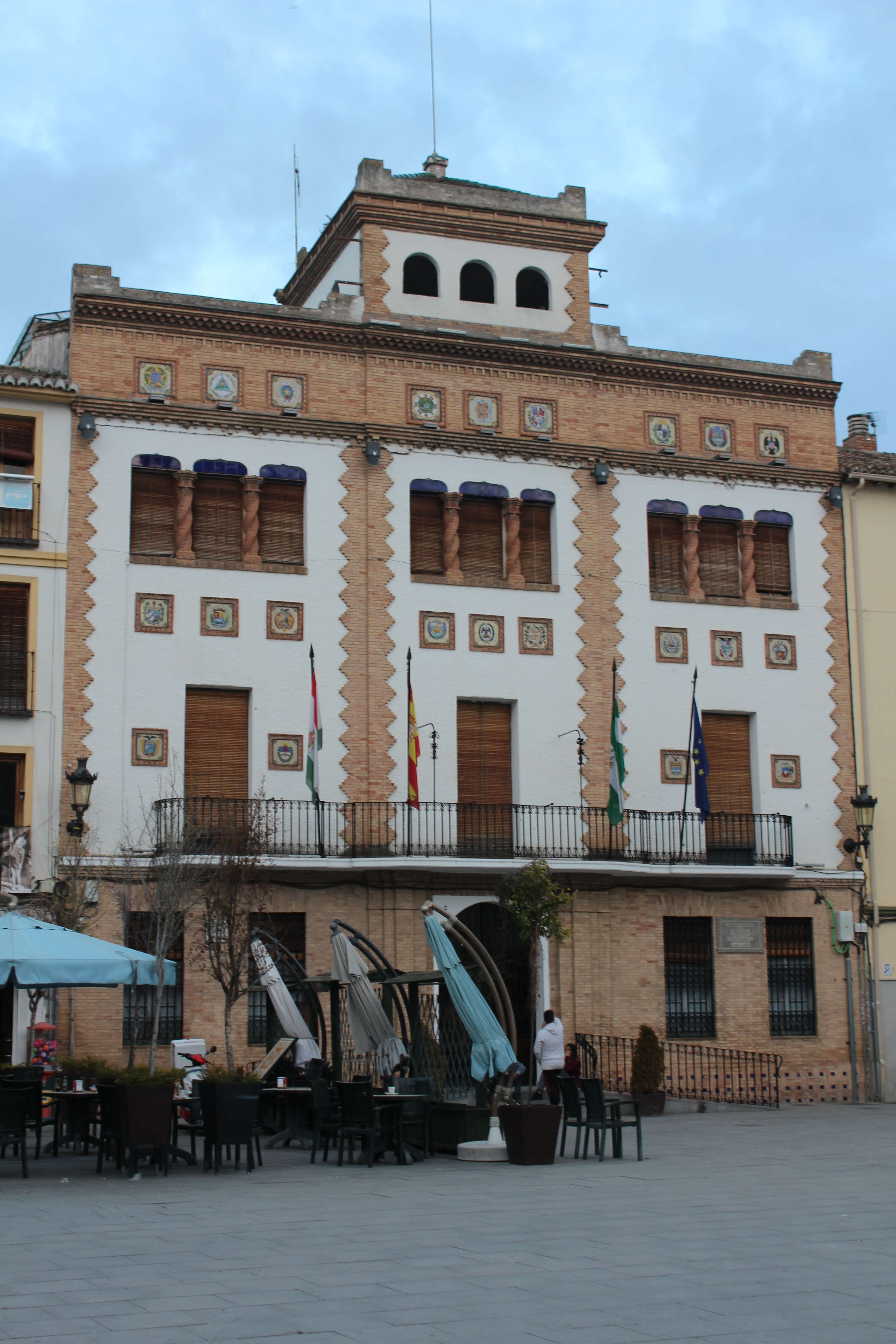
Ayuntamiento de Santa Fe

En frente de la iglesia de la Encarnación se encuentra la casa consistorial, sede del ayuntamiento. Edificio de estilo neomudéjar, de tres pisos más un ático, mandado a construir en el año 1931 sobre el proyecto que realizó el arquitecto Francisco Fábregas Vehil, por el alcalde Mariano López Rojas. La fachada está compuesta por ladrillos y placas de cerámica vidriada de estilo árabe. Las placas de cerámica muestran los escudos de todos los países hispanoamericanos.

### Edificio del Pósito

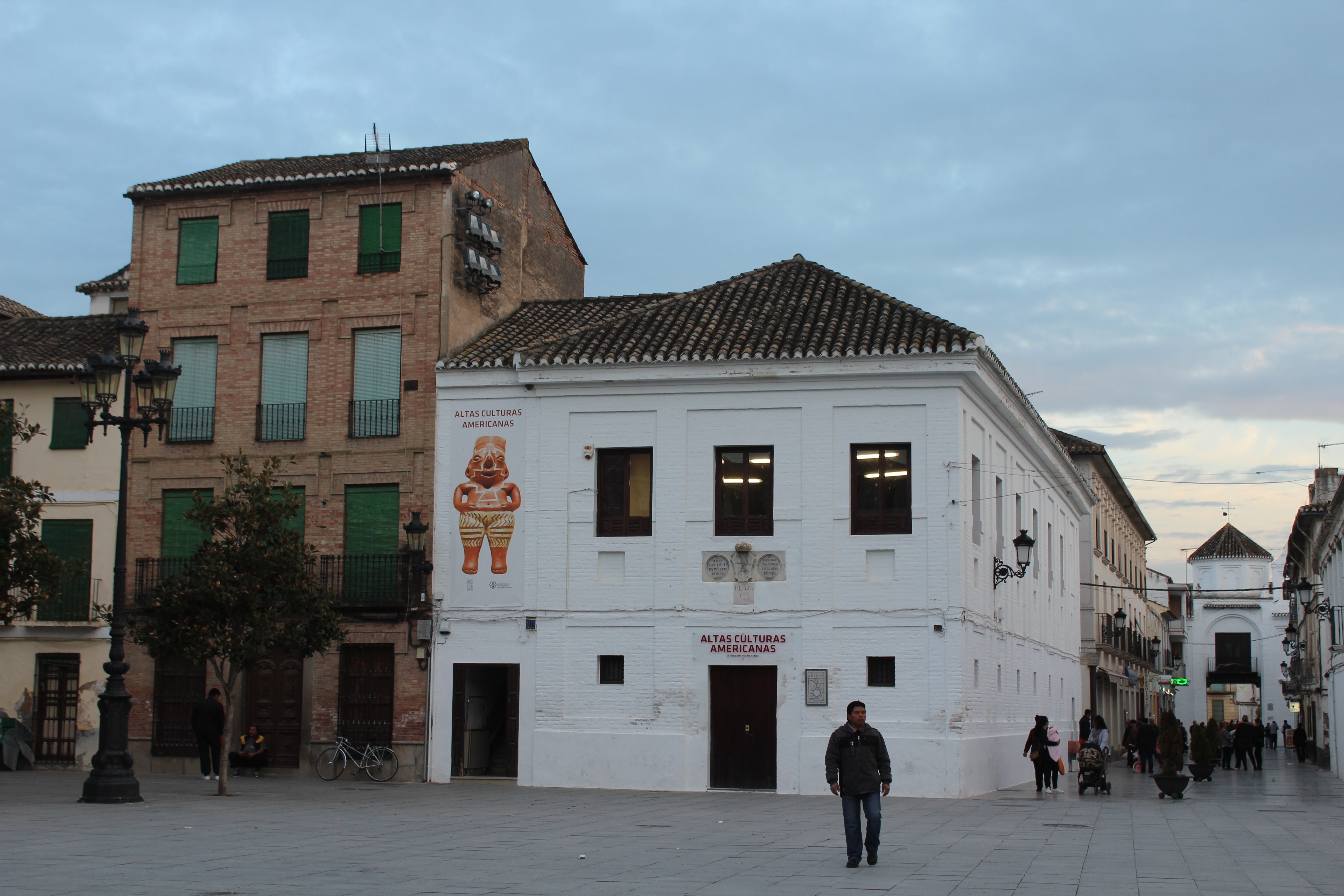
Edificio del Pósito

Situado en el lado sur de la misma plaza que el ayuntamiento y la iglesia, es un claro ejemplo de arquitectura civil y administrativa del reinado de Carlos III de España. Sirvió para almacenar y administrar las cosechas de trigo y cereales. En la actualidad el edificio alberga a la Oficina de Turismo. También usado para albergar diferentes exposiciones de arte plástico, fotografía, algunas representaciones navideñas, etc.

### Casa parroquial

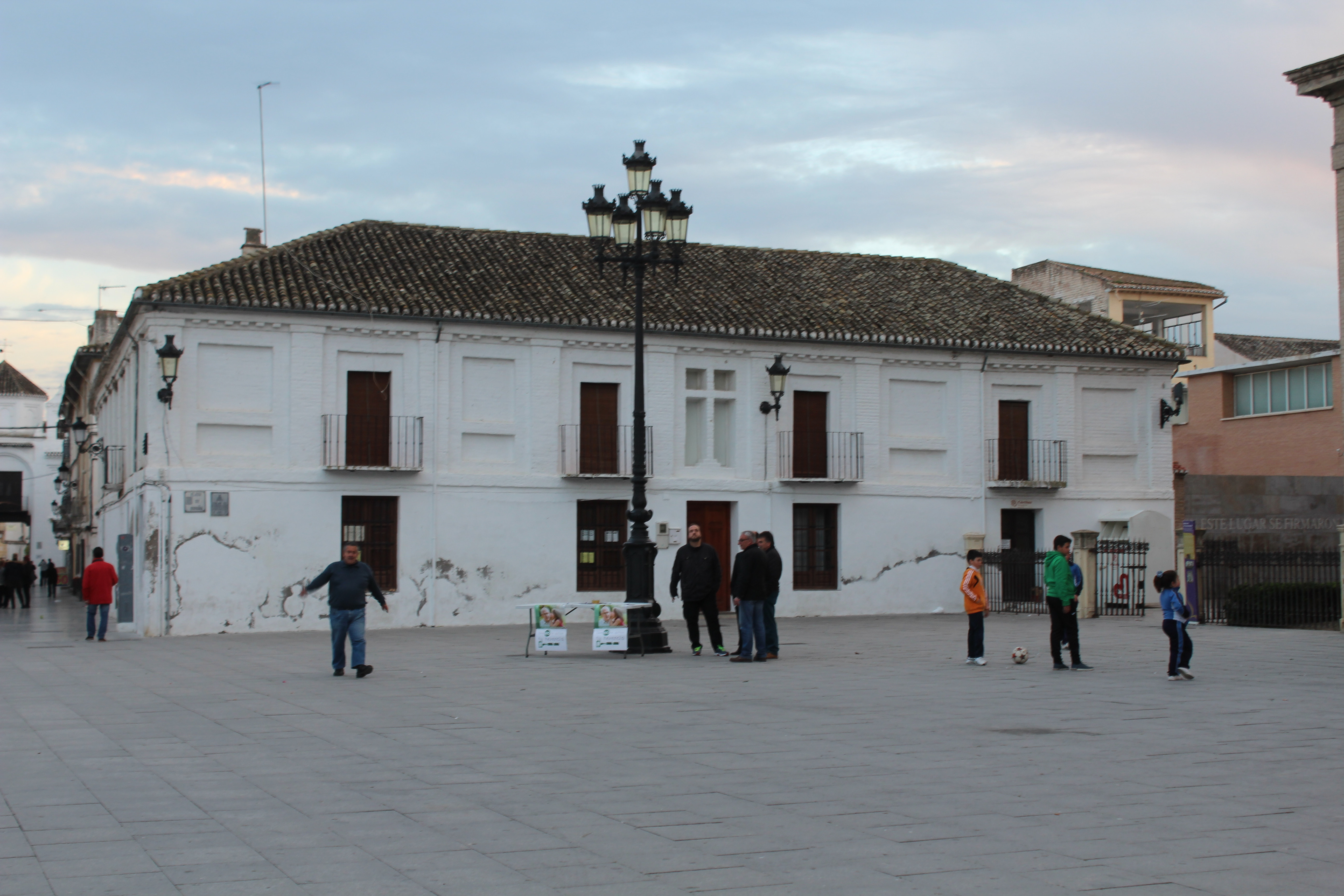
Casa parroquial

Antiguamente usado como Hospital Real, fue uno de los ocho hospitales llamados de tránsito que fundaron los Reyes Católicos en tiempos de la conquista del Reino de Granada. Trasladado de su primera ubicación al solar que antiguamente fue la Casa Real, hoy desempeña la función de casa parroquial. En su patio central conserva un interesante jardín de boj.

### Centro Damián Bayón
Inaugurado en 1992 por el Rey Juan Carlos I de España, es la sede del Instituto de América de Santa Fe. Está situado en el casco histórico de la ciudad, junto a la iglesia de la Encarnación, edificado sobre lo que sería, primero de la Casa Real de Santa Fe y después Hospital Real, desde finales del siglo XVIII. El simbolismo americanista del lugar, en este lugar se firmaron las Capitulaciones entre Colón y los Reyes Católicos, queda reflejado por una inscripción monumental que en su entrada así lo atestigua.

## Hermanamientos
| Año  | Ciudad                   | País                      | Ref.   |
| ---- | ------------------------ | ------------------------- | ------ |
| 1981 | Santa Fe                 | Bandera de Argentina      |        |
| 1982 | Palos de la Frontera     | Bandera de España         |        |
| 1982 | Bogotá                   | Bandera de Colombia       |        |
| 1983 | Santa Fe                 | Bandera de Estados Unidos |        |
| 1984 | Santa Fe                 | Bandera de Cuba           |        |
| 1985 | San Miguel de Allende    | Bandera de México         |        |
| 1986 | Magdalena del Mar        | Bandera de Perú           |        |
| 1987 | Ocotal                   | Bandera de Nicaragua      |        |
| 1988 | Santa Cruz de Guanacaste | Bandera de Costa Rica     |        |
| 1988 | Vire                     | Bandera de Francia        |        |
| 1989 | Santa Fe                 | Bandera de Venezuela      |        |
| 1990 | Ambato                   | Bandera de Ecuador        |        |
| 1991 | Valparaíso               | Bandera de Chile          |        |
| 1993 | Bayona                   | Bandera de España         |        |
| 1997 | Guanajuato               | Bandera de México         |        |
| 1998 | Briviesca                | Bandera de España         |        |
| 2000 | Quetzaltenango           | Bandera de Guatemala      |        |
| 2003 | Caguas                   | Bandera de Puerto Rico    |        |
| 2005 | Vila do Bispo            | Bandera de Portugal       |        |
| 2017 | Valencia de las Torres   | Bandera de España         |        |
| 2022 | Granada                  | Bandera de España         | [ 22 ] |